# Wiencourt-l’Équipée
Wiencourt-l’Équipée – miejscowość i gmina we Francji, w regionie Hauts-de-France, w departamencie Somma.
Według danych na rok 1990 gminę zamieszkiwało 199 osób, a gęstość zaludnienia wynosiła 34 osoby/km² (wśród 2293 gmin Pikardii Wiencourt-l’Équipée plasuje się na 798. miejscu pod względem liczby ludności, natomiast pod względem powierzchni na miejscu 798.).